# ГЕС Сау
ГЕС Сау (ісп. Central de Sau) — гідроелектростанція на північному сході Іспанії, в регіоні Каталонія. Знаходячись між малою ГЕС ГЕС (0,75 МВт) та ГЕС Сускеда, входить до складу каскаду на річці Тер, що дренує південно-східний схил Піренеїв та тече у Середземне море.
В процесі спорудження станції річку перекрили гравітаційною греблею висотою 83 метри та довжиною 260 метрів, спорудження якої потребувало 335 тис. м3 матеріалу. Вона утримує витягнуте по долині річки на 17 км водосховище із площею поверхні 5,7 км та об'ємом 151 млн м3. При низькому рівні води із нього виступає дзвіниця церкви 11 століття, розташованої у затопленому місті Сан-Романо.
Підземний машинний зал розташований неподалік від греблі та обладнаний двома турбінами типу Френсіс потужністю по 27,8 МВ, які при напорі у 92 метри забезпечують виробництво 85 млн кВт-год електроенергії на рік.